# Tiro nos Jogos Olímpicos de Verão de 2012 - Skeet feminino
A prova do skeet feminino do tiro nos Jogos Olímpicos de Verão de 2012 foi disputada no dia 29 de julho no Royal Artillery Barracks, em Londres.
17 atletas de 17 nações participaram do evento. A competição consistiu de duas rodadas (uma de qualificação e uma final). Na qualificação, cada atiradora efetuou disparos em 3 séries de 25 alvos cada. As 6 melhores atiradores desta fase avançaram à final. Nesta fase, as atiradores efetuaram disparos para mais 25 alvos. A pontuação total após todos os 100 alvos determinaram o vencedor.
A medalhista de ouro foi Kim Rhode, dos Estados Unidos, a medalha de prata foi para a chinesa Wei Ning e o bronze para Danka Barteková, da Eslováquia.

## Medalhistas
| Ouro   | USA Kim Rhode       |
| Prata  | CHN Wei Ning        |
| Bronze | SVK Danka Barteková |

## Resultados

### Qualificação
| Pos. | Atleta                    | 1  | 2  | 3  | Total | Notas       |
| ---- | ------------------------- | -- | -- | -- | ----- | ----------- |
| 1    | USA Kim Rhode             | 25 | 25 | 24 | 74    | Q,          |
| 2    | SVK Danka Barteková       | 25 | 22 | 23 | 70    | Q           |
| 3    | RUS Marina Belikova       | 24 | 23 | 22 | 69    | Q           |
| 4    | CHN Wei Ning              | 24 | 19 | 25 | 68    | Q           |
| 5    | GER Christine Wenzel      | 22 | 23 | 23 | 68    | Q           |
| 6    | ITA Chiara Cainero        | 22 | 21 | 24 | 67    | Q, S-off: 2 |
| 7    | SWE Therese Lundqvist     | 22 | 22 | 23 | 67    | S-off: 1    |
| 8    | CHI Francisca Crovetto    | 22 | 22 | 22 | 66    |             |
| 9    | KAZ Angelina Michshuk     | 22 | 22 | 22 | 66    |             |
| 10   | FRA Véronique Girardet    | 22 | 23 | 21 | 66    |             |
| 11   | THA Sutiya Jiewchaloemmit | 20 | 23 | 22 | 65    |             |
| 12   | ROU Lucia Mihalache       | 25 | 20 | 20 | 65    |             |
| 13   | TUR Çiğdem Özyaman        | 23 | 20 | 20 | 63    |             |
| 14   | GBR Elena Allen           | 20 | 20 | 20 | 60    |             |
| 15   | AUS Lauryn Mark           | 17 | 22 | 20 | 59    |             |
| 16   | CYP Panagiota Andreou     | 15 | 22 | 20 | 57    |             |
| 17   | EGY Mona El-Hawary        | 14 | 20 | 17 | 51    |             |

### Final
| Pos.              | Atleta               | Qual. | Final | Total | Notas    |
| ----------------- | -------------------- | ----- | ----- | ----- | -------- |
| Medalha de ouro   | USA Kim Rhode        | 74    | 25    | 99    | =F,      |
| Medalha de prata  | CHN Wei Ning         | 68    | 23    | 91    |          |
| Medalha de bronze | SVK Danka Barteková  | 70    | 20    | 90    | S-off: 4 |
| 4                 | RUS Marina Belikova  | 69    | 21    | 90    | S-off: 3 |
| 5                 | ITA Chiara Cainero   | 67    | 22    | 89    |          |
| 6                 | GER Christine Wenzel | 68    | 21    | 89    |          |

Legenda
| Recorde mundial      | Recorde mundial (World record)               |                       | Recorde africano                      | Recorde africano (African) |                                           | Q | Classificado por posição (Qualified) |
| Recorde olímpico     | Recorde olímpico (Olympic record)            | Recorde da América    | Recorde da América (Americas)         | q                          | Classificado por melhor tempo (Qualified) |   |                                      |
| Melhor marca do ano  | Melhor marca do ano (World leading)          | Recorde asiático      | Recorde asiático (Asian)              | DNS                        | Não largou (Did not start)                |   |                                      |
| Recorde nacional     | Recorde nacional (National record)           | Recorde europeu       | Recorde europeu (European)            | DNF                        | Não terminou (Did not finish)             |   |                                      |
| Recorde pessoal      | Recorde pessoal do atleta (Personal best)    | Recorde da Oceania    | Recorde da Oceania (Oceania)          | DSQ / DQ                   | Desclassificado (Disqualified)            |   |                                      |
| Recorde da temporada | Recorde da temporada do atleta (Season best) | Recorde sul-americano | Recorde sul-americano (South America) | NM                         | Sem marca (No mark)                       |   |                                      |